# Vízi pajzsgomba
A vízi pajzsgomba (Cylindrobasidium laeve, Syn: Cylindrobasidium evolvens, Corticium laeve) a Helotiaceae családba tartozó, Európában és Észak-Amerikában honos, vízbe merülő, korhadó növényi maradványokon élő, nem ehető gombafaj.

## Megjelenése
A vízi pajzsgomba kalapja 3-6 (10) mm széles, alakja eleinte tompán kúpos vagy lencseszerű, idősen domborúan vagy laposan kiterül. Széle begöngyölt marad. Színe eleinte halvány sárgásfehér, később világosbarnás, színe kissé sötétebb. 
Alsó termőrétege sima, színe a felső oldaléval megegyezik.  
Színe viaszos, zselészerű, áttetsző, fehéres színű. Szaga és íze nem jellegzetes.
Tönkje 5-30 mm magas és 1-2 mm vastag. Alakja hengeres, a csúcsánál kiszélesedik. Színe a kalapéval megegyezik, a töve felé gyakran sötétebb barna. Felszíne néha finoman sötéten szemcsés. 
Spórapora fehér, áttetsző. Spórája megnyúlt hengeres vagy majdnem orsó alakú, sima, mérete 9,5-17,5 x 3,5-4,5 µm.

### Hasonló fajok
A lengőke félgömbgomba, illetve a nyelescsészegomba (Hymenoscyphus) fajok hasonlítanak rá. 

## Elterjedése és termőhelye
Eurázsiában és Észak-Amerikában honos.
Nedves élőhelyeken, mocsarakban, tócsák szélén, patakparton található meg a lehullott, korhadó gallyakon, fűcsomókon, növényi maradványokon. A szennyezetlen víz jelzője. Tavasszal terem. 

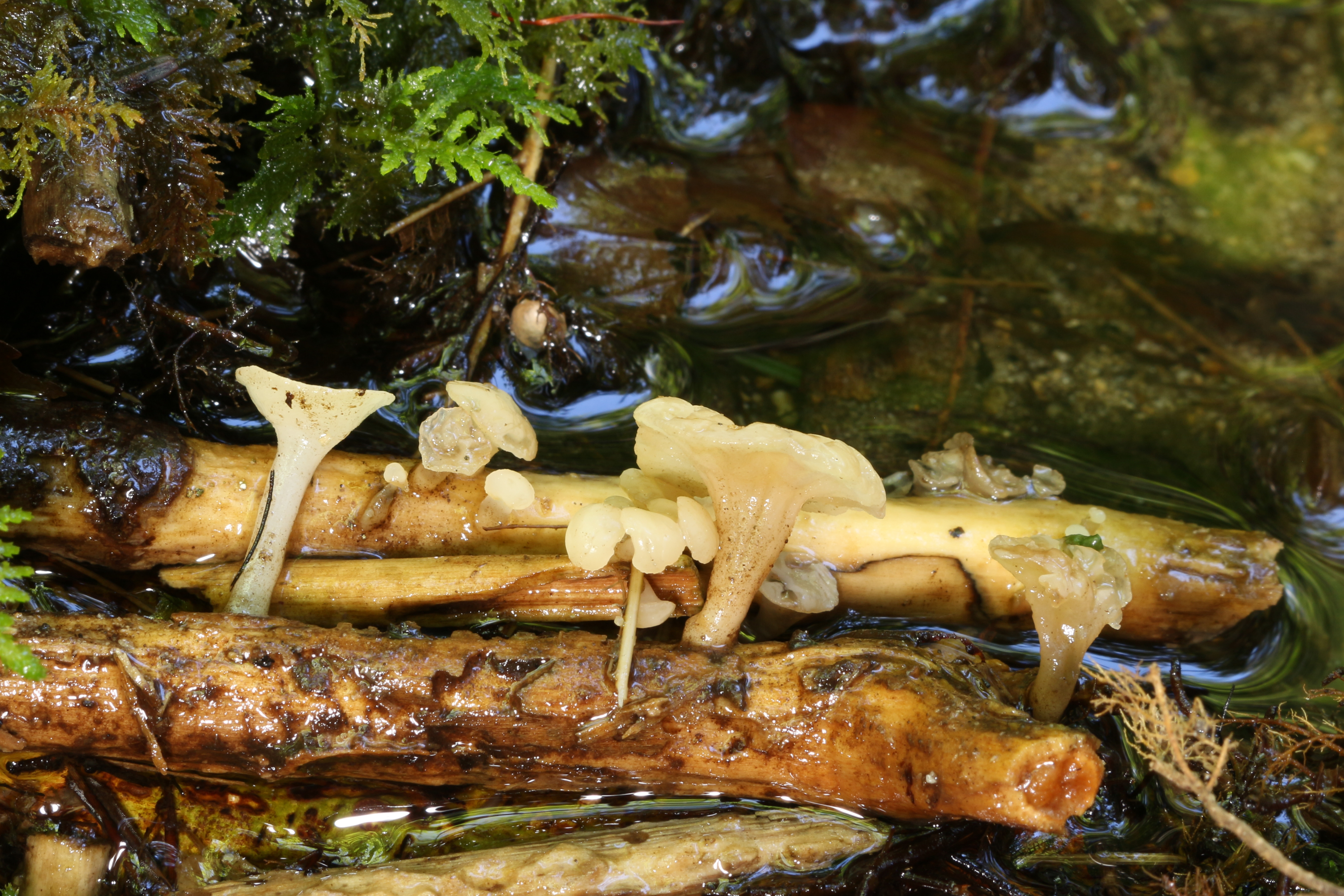
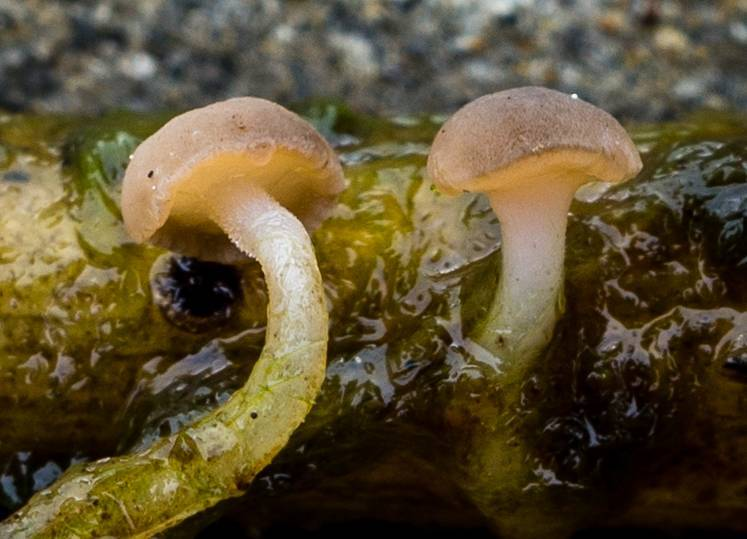
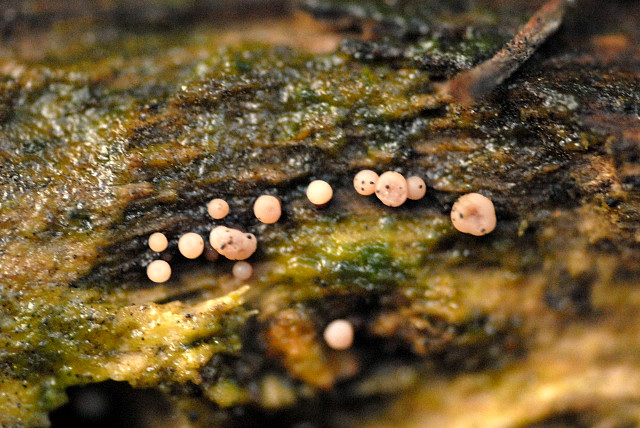
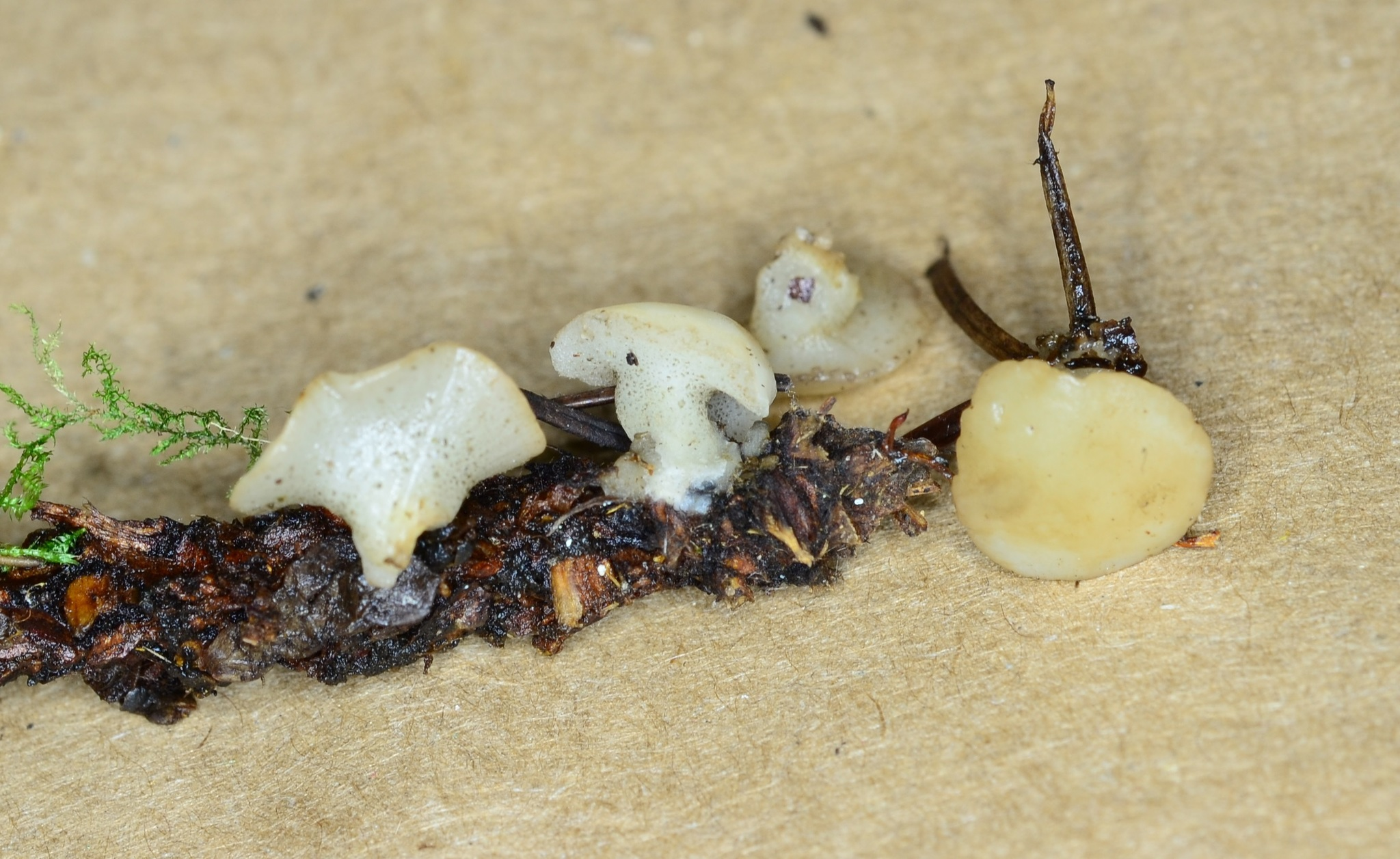

Nem ehető.  